# بيرسيفال ألجر
بيرسيفال ألجر هو مبارز بالسيف فلبيني، ولد في 26 أكتوبر 1964.

## وصلات خارجية
- بيرسيفال ألجر على موقع أوليمبيديا (الإنجليزية)